# Rubus phoenicolasius
Espèce
Classification phylogénétique
Rubus phoenicolasius, le Framboisier du Japon, est une espèce de plantes à fleurs de la famille des Rosaceae, du genre Rubus et du sous-genre Idaeobatus originaire du nord de la Chine, du Japon et de la Corée.
L'espèce a été introduite en Europe et Amérique du Nord comme plante ornementale et pour l'hybridation. La plante a ensuite échappé à la culture et s'est naturalisée, parfois de manière invasive, dans certaines parties d'Europe et d'Amérique du Nord,,.

## Caractéristiques

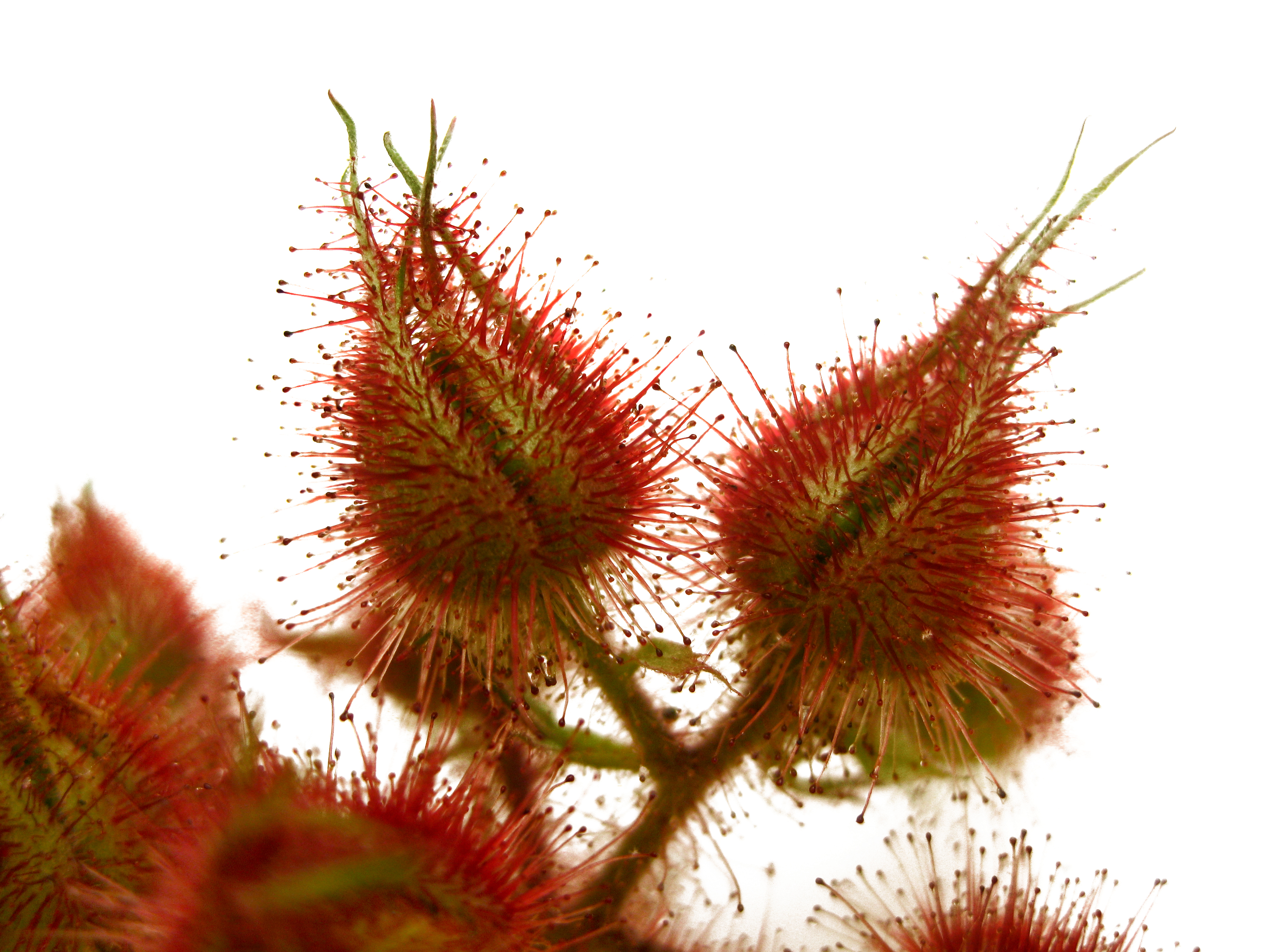
Baie non mûre, recouverte d'épines

L'espèce est une plante vivace à cannes biennales. La première année une nouvelle tige pousse vigoureusement pour atteindre sa taille maximale qui varie entre 1 et 3 mètres, sans branches, et avec de larges feuilles ; normalement la plante n'a à ce stade aucune fleur. La seconde année la tige ne grandit pas mais produit plusieurs pousses latérales, les feuilles ont le dessous blanc.
Les fleurs apparaissent à la fin du printemps, sur de courts racèmes très poilus au bout de ces pousses latérales. Chaque fleur a un diamètre compris entre 6 et 10 mm avec cinq ou six pétales roses ou rouges et un sépale hérissé. Le fruit est orange ou rouge avec un diamètre d'environ 1 cm ; il est comestible et apparait en été ou au début de l'automne. Botaniquement ce n'est pas une baie mais un fruit  issu de la transformation de la quarantaine de minuscules carpelles d'une seule et même fleur, qui se transforment en drupéoles semi-soudées. La maturation a lieu de début de l'été. Les tiges sont dotées d'épines rouges qui apparaissent un peu comme des cheveux roux,.
Quand un fruit se développe, il est entouré par un calice protecteur couvert de trichomes qui sécrètent des gouttelettes d'un liquide gluant. Une étude de 2009 de Sina Pohl de l'Université de Vienne montre que les plantes ne tirent aucun nutriment des insectes piégés dans ce liquide : le mucilage ne contient pas d'enzymes digestives; les tissus avoisinants ne peuvent absorber les nutriments; et il n'y a pas de tissu de réserve protéique. En effet, à la différence des plantes carnivores, cette ronce pousse sur des sols riches, elle n'a donc pas besoin des éléments nutritifs des insectes.
Les plantes poussent à partir de graines ou depuis des tiges qui ont touché le sol.

## Culture et utilisation
Rubus phoenicolasius s'est naturalisé en Amérique de Nord, où il est commun en bordure de champs et en bordure de routes mais il n'est pas cultivé de manière intensive. Rubus phoenicolasius peut être confondu avec le framboisier ou la ronce commune.
Les fruits de Rubus phoenicolasius sont utilisés en cuisine de la même manière que les framboises.